# حسن بينتو
حسن بينتو (بالإنجليزية: Hassan Pinto)‏ هو لاعب كرة قدم أمريكي، ولد في 29 يوليو 1997 في درم في الولايات المتحدة. لعب مع Duke Blue Devils men's soccer ‏.